# Robert I. de Craon
Robert der Burgunder (französ.: Robert le Bourguignon, lat.: Rotbertus Burgundus; * um 1023; † 1098) war Herr von Craon, durch Ehe Herr von Sablé und der Stammvater des Hauses Craon. Er selbst entstammte dem Haus Monceaux als zweiter Sohn des Grafen Rainald I. von Nevers und der Adele, einer Tochter König Roberts II. des Frommen.
Während sein älterer Bruder Wilhelm I. im väterlichen Erbe nachfolgte, trat Robert mit seinen jüngeren Brüdern, Heinrich und Guido, als milites in den Dienst des Grafen Gottfried II. Martel von Anjou, dem zweiten Ehemann ihrer Großtante Mathilde von Burgund. Erstmals wird er im Gefolge des Grafen in der ersten Hälfte der 1040er Jahre urkundlich als Alobros Robertus genannt. Vom Grafen wurde er wohl zwischen 1051/52 mit der Burg Craon belehnt, die an der Grenze des Maine lag und deren bisheriger Herr sich gegen den Grafen aufgelehnt hatte. Durch eine Ehe mit der Erbin der Burg Sablé gelangte er in den Besitz einer weiteren wichtigen Grenzburg des Anjou. Dadurch und bedingt durch seine familiäre Bande zu den angevinischen Grafen bis hin zum Königshaus begründete er die herausragende Position seiner Familie im Anjou. Seinen Einfluss im Maine sicherte er sich durch eine Ehe seiner Nichte Ermengarde mit Hubert, dem Vizegrafen von Maine.
Robert nahm am ersten Kreuzzug teil, in dessen Verlauf er starb.

## Ehe und Nachkommen
1068 heiratete er Avoise, genannt „Blancha von Maine“, Tochter des Gottfried von Sablé und Enkelin des Vizegrafen Raoul III. von Maine. Aus dieser Ehe hinterließ er drei Kinder:
- Renaud I. († Dezember 1101), Herr von Craon
- Robert II. „Vestrol“, († um 1110), Herr von Sablé
- Burgonde, ⚭ Renaud III., Herr von Château-Gontier